# Thaísa de Menezes
Thaísa Daher de Menezes (Rio de Janeiro, 15 maggio 1987) è una pallavolista brasiliana, centrale del Minas.

## Carriera

### Club
Thaísa de Menezes muove i primi passi nella pallavolo giocando nelle giovanili dei Tijuca. Nella stagione 2002-03 inizia la carriera da professionista nel Minas, club col quale fa il suo esordio in Superliga e dove gioca per tre annate, prima di approdare nel campionato 2005-06 al Rio de Janeiro: con la maglia del club della sua città natale conquista tre scudetti consecutivi, una Coppa del Brasile e tre Campionati Carioca.
Dopo aver trascorso la stagione 2008-09 al Finasa, conquistando il Campionato Paulista e la Coppa del Brasile, nella stagione seguente passa alle concittadine del neonato Osasco, che raccolgono l'eredità del suo precedente club: si lega alla formazione paulista per ben sette annate, conquistando due scudetti, una Coppa del Brasile, quattro campionati sudamericani per club, un campionato mondiale per club, quattro titoli statali e una Coppa San Paolo.
Nel campionato 2016-17 lascia per la prima volta il Brasile, andando a giocare in Turchia con l'Eczacıbaşı, club impegnato nella Sultanlar Ligi, conquistando il campionato mondiale per club; nel campionato seguente, a causa di un grave infortunio alla caviglia subito nel finale dell'annata precedente, il club turco la cede in prestito al Barueri, formazione neopromossa in Superliga Série A.
Nella stagione 2019-20 si accasa al Minas, sempre nella massima divisione brasiliana, con cui vince il campionato sudamericano per club 2020, venendo premiata come MVP, successi ripetuti anche nell'edizione 2022 e 2024, e due scudetti, impreziositi dai riconoscimenti come miglior giocatrice, miglior centrale e Craque da Galera nel 2020-21 e nuovamente come miglior centrale nel 2021-22.

### Nazionale
Fa parte delle nazionali giovanili brasiliane, vincendo con l'Under-18 la medaglia d'oro al campionato sudamericano Under-18 2002 e quella di bronzo al campionato mondiale under 18 2003; mentre con l'Under-20 conquista l'oro al campionato sudamericano 2002 e al campionato mondiale 2003 e 2005.
Fa il suo debutto nella nazionale brasiliana in occasione della Coppa panamericana 2004, quando la nazionale Under-20 partecipa al torneo rappresentando quella maggiore, come accade anche nell'edizione 2005, quando le verde-oro conquistano la medaglia di bronzo. In seguito si aggiudica la medaglia d'oro al campionato sudamericano 2007, mentre alla Coppa del Mondo 2007 è medaglia d'argento, come in precedenza ai XV Giochi Panamericani, concludendo il ciclo olimpico nel 2008 con la vittoria dell'oro al Word Grand Prix e alla Final Four Cup e, soprattutto, ai Giochi della XXIX Olimpiade.
Nel 2009 inizia il quadriennio olimpico vincendo l'oro alla Coppa panamericana, al World Grand Prix e al campionato sudamericano, seguiti da un argento alla Grand Champions Cup. Un anno dopo conquista la medaglia d'argento sia World Grand Prix, bissata anche nell'edizione 2011, che al campionato mondiale. Dopo l'oro alla Coppa panamericana 2011, ai XVI Giochi panamericani e al campionato sudamericano 2011, oltre all'ennesimo argento al World Grand Prix 2012, conquista il suo secondo oro olimpico ai Giochi della XXX Olimpiade di Londra.
Durante il suo terzo ciclo olimpico con la nazionale verde-oro conquista tre medaglie d'oro al World Grand Prix (nel 2013, ricevendo anche i premi di MVP e miglior centrale, nel 2014 e nel 2016) e un bronzo al campionato mondiale 2014. Nel 2023 si aggiudica la medaglia d'oro al campionato continentale, premiata come miglior giocatrice nel suo ruolo, e quella d'argento alla Coppa del Mondo, mentre nel 2024 mette al collo il bronzo ai Giochi della XXXIII Olimpiade.

## Palmarès

### Club
- Campionato brasiliano: 7

2005-06, 2006-07, 2007-08, 2009-10, 2011-12, 2020-21, 2021-22
- Coppa del Brasile: 3

2007, 2008, 2014
- Campionato mondiale per club: 2

2012, 2016
- Campionato sudamericano per club: 7

2009, 2010, 2011, 2012, 2020, 2022, 2024
- Campionato Carioca: 3

2005, 2006, 2007
- Salonpas Cup: 1

2008
- Campionato Paulista: 5

2008, 2012, 2013, 2014, 2015
- Coppa San Paolo: 1

2011

### Nazionale (competizioni minori)
- Campionato sudamericano under 18 2002
- Campionato sudamericano under 20 2002
- Campionato mondiale under 18 2003
- Campionato mondiale under 20 2003
- Coppa panamericana 2005
- Campionato mondiale under 20 2005
- Giochi Panamericani 2007
- Final Four Cup 2008
- Montreux Volley Masters 2009
- Coppa panamericana 2009
- Coppa panamericana 2011
- Giochi panamericani 2011

### Premi individuali
- 2008 - Superliga: Miglior servizio
- 2010 - Campionato mondiale per club: Miglior attaccante
- 2011 - Superliga brasiliana: Miglior servizio
- 2011 - Coppa panamericana: Miglior muro
- 2011 - World Grand Prix: Miglior servizio
- 2012 - World Grand Prix: Miglior muro
- 2012 - Campionato sudamericano per club: Miglior muro
- 2012 - Campionato mondiale per club: Miglior attaccante
- 2013 - World Grand Prix: MVP
- 2013 - World Grand Prix: Miglior centrale
- 2013 - Comitato Olimpico: Miglior giocatrice dell'anno
- 2014 - Campionato sudamericano per club: Miglior centrale
- 2014 - Superliga Série A: Miglior muro
- 2014 - Campionato mondiale per club: Miglior centrale
- 2014 - Campionato mondiale: Miglior centrale
- 2016 - World Grand Prix: Miglior centrale
- 2020 - Campionato sudamericano per club: MVP
- 2021 - Superliga Série A: MVP
- 2021 - Superliga Série A: Miglior centrale
- 2021 - Superliga Série A: Craque da Galera
- 2021 - Campionato sudamericano per club: Miglior centrale
- 2022 - Superliga Série A: Miglior centrale
- 2023 - Campionato sudamericano: Miglior centrale
- 2024 - Campionato sudamericano per club: Miglior centrale